# 英国東洋艦隊潰滅
「英国東洋艦隊潰滅」（えいこくとうようかんたいかいめつ）は、日本の軍歌（戦時歌謡）。1941年（昭和16年）12月10日、日本海軍の陸上攻撃機隊がイギリスの戦艦プリンス・オブ・ウェールズと巡洋戦艦レパルスを撃沈したマレー沖海戦を称える歌。高橋掬太郎作詞、古関裕而作曲、歌唱は藤山一郎。1941年12月10日、海戦当日のニュース放送と一緒に発表された。

## 製作
1941年12月10日、マレー方面の日本軍にとって脅威であった戦艦プリンス・オブ・ウェールズと巡洋戦艦レパルスからなるイギリス海軍の東洋艦隊は、航空援護なしでマレー沖を航行中、日本海軍の陸上攻撃機隊に捕捉され、魚雷攻撃により2隻とも沈没した。これは戦闘行動中の戦艦が航空機のみによって沈められた史上最初の例であり、世界を震撼させるとともに、日本にとっては開戦劈頭のマレー半島上陸や真珠湾攻撃につぐ開戦3日目の大戦果であり、国中を興奮させるニュースであった。
この戦果の大本営発表は午後4時であったが、NHKは3時間後の午後7時のニュースでこれを告げる際に戦果を称える歌を添えることを企画した。作詞の高橋掬太郎と作曲の古関裕而は電話で連絡を取りながらこの歌を作り、歌唱の藤山一郎は編曲が出来るまでの間に歌を覚え、ほとんど初見でラジオの電波に乗せるという離れ業を行った。

## 特徴
短時間に作られた曲ではあるが、大戦果に沸き立つ興奮の伝わってくる、力のこもったリズミカルな佳曲である。「プリンス・オブ・ウェールズ」という長い艦名を英語式に3音節で歌っているのも特徴的。また、一番と二番の間奏に「軍艦行進曲」が流れる。

## レコード
この歌は以上のような経緯で制作され、ニュースに添える歌として誕生したため、ただちにレコード化されることはなかった。
この歌がレコード化されたのはそれから25年後の1966年（昭和41年）であり、ラジオ放送と同じ藤山一郎の歌唱で「ステレオによる日本軍歌集」（日本コロムビア盤）に収められた。

## 断じて勝つぞ
ニュース歌謡である「英国東洋艦隊潰滅」のメロディーにサトウハチローが別の歌詞をつけたのが軍歌「断じて勝つぞ」であり、同じく藤山一郎が歌っている。こちらは1941年12月20日に録音され、1942年2月20日に発表された。